# TFBOYS
TFBOYS (加油少年, The Fighting Boys, 티에프보이즈)는 왕준개, 왕원, 이양천새의 3인조 음악 그룹이다. 2013년 8월 6일에 데뷔하여 2013년 9월 18일 첫 번째 앨범 [愛出发(애출발)]을 발매하였고, 같은 해 10월 18일 1st EP repackage 앨범 [Heart 梦·出发(Heart 몽·출발)]을 발매했다. 2014년 4월, 제2회 “인위에타이 V차트 어워드“에서 인기상과 생방송 인기상을 수상했다.
TFBOYS는 데뷔 당시 팬 수가 약 4,000만명으로 알려졌다.

## 구성원
| 이름                | 소개 |
| ------------------- | --- |
| 왕쥔카이 (王俊凯)   | - 한국 이름: 왕준개 - 영어 이름: Karry - 생년월일: 1999년 9월 21일(25세) - 출생지: 중국 충칭 - 포지션: 리더, 리드 보컬, 래퍼 - 활동기간: 2013년 8월 6일 ~     |
| 왕위안 (王源)       | - 한국 이름: 왕원 - 영어 이름: Roy - 생년월일: 2000년 11월 8일(24세) - 출생지: 중국 충칭 - 포지션: 메인 보컬 - 활동기간: 2013년 8월 6일 ~                     |
| 이양첸시 (易烊千玺) | - 한국 이름: 이양천새 - 영어 이름: Jackson - 생년월일: 2000년 11월 28일(24세) - 출생지: 중국 후난 - 포지션: 메인 댄서, 리드 보컬 - 활동기간: 2013년 8월 6일 ~ |

## 앨범
- 2013년 9월 18일: 爱出发(애출발)
- 2013년 10월 18일: Heart 몽·출발(1st EP repackage) (Heart 梦·出发(1st EP repackage))
- 2014년 3월 13일: 마법성보 (2nd EP) (魔法城堡 (2nd EP)
- 2014년 7월 4일: 상창취창(영화<我就是我>OST) (想唱就唱(영화<我就是我>OST))
- 2014년 7월 24일: 청춘수련수책 (青春修炼手册)
- 2014년 8월 6일: 위몽상, 시각준비착 为梦想, 时刻准备着(步步高家教机 CM송)
- 2014년 9월 1일: 开学第一课(개학제일과) 2014년도《开学第一课》주제곡
- 2014년 9월 12일: 幸运符号(행운부호) 星钻积木(STAR DIAMOND) 주제곡
- 2014년 10월 10일: 快乐环岛(쾌락환도) 리얼 버라이어티 《TFBOYS偶像手记》 주제곡 + 영화 《无敌破坏王(주먹왕 랄프)》 주제곡 (원곡 Owl City - When Can I See You Again?)
- 2014년 10월 27일: 信仰之名(신앙지명) (중국 온라인 레이싱 게임 《热力赛车(열에너지 카레이싱)》 주제곡)
- 2014년 11월 17일: 青春修炼手册 (Practice Book For Youth) 3rd EP 발매
- 2015년 3월 20일: 宠爱(총애)
- 2015년 4월 10일: 样(YOUNG)
- 2015년 4월 14일: 恋西游 (애니메이션 《梦幻西游2》 주제곡)
- 2015년 8월 15일: 大梦想家 (Big Dreamer)
- 2015년 8월 28일: 剩下的盛夏 (잉하적성하)
- 2015년 9월 16일: Love With You 공익 프로젝트 《MusicRadio我要上学》 주제곡
- 2015년 9월 29일: 少年说(소년설) (중화인민공화국 수립 66주년 창립 기념)
- 2016년 9월 6일: 小精灵(소정령)
- 2017년 6월 30일: 同一秒快乐(예능《快乐大本营 (쾌락대본영)》오프닝곡
- 2017년 7월 3일: 加油 AMIGO《我们的少年时候》주제곡
- 2017년 8월 10일: 我们的时光 (Our time)
- 2018년 8월 24일: 喜欢你 (I like you)
- 2019년 7월 29일: 我的朋友 (My Friends)
- 2019년 8월 9일: 第一次告白 (First Love Confession)

### EP
- 2014년 3월 13일: 마법성보 (魔法城堡)[5]

### 노래
- Heart
- 애출발(爱出发)
- 몽상기항(梦想起航)
- 마법성보(魔法城堡)
- 위몽상, 시각준비착(为梦想, 时刻准备着)
- 청춘수련수책(青春修炼手册)
- 행운부호(幸运符号)
- 쾌락환도(快乐环岛)
- 신앙지명(信仰之名)
- 총애(宠爱)
- YOUNG(样(YOUNG))
- 서유기(恋西游)
- 대몽상가(大梦想家)
- 잉하적성하(剩下的盛夏)
- Love with you
- 소년설(少年说)
- 不完美小孩 (Unperfect Me)
- 真心话太冒险 (Truth Is Too Adventure)
- 몽상천정2016(梦想天灯2016)
- 是你 (It's You)
- 加油! (Amigo)
- 萤火 (Fire Fly)
- 未来的进击 (Hit The Future)
- 同一秒快乐
- 我们的时光 (Our time)
- 躲猫猫 (Hide And Seek)
- 喜欢你 (I like you)
- 我的朋友 (My Friends)
- 第一次告白 (First Love Confession)

## 수상
- 2014년 제2회 ”인위에타이 V차트 어워드” 인기상[6]
- 2014년 제2회 “인위에타이 V차트 어워드” 인기상 (생방송)

## 표절 의혹
2014년 10월 17일 TFBOYS가 "신앙지명"을 발표,이 곡은 애니메이션 "어떤 과학의 초전자포"의 주제가 "only my railgun"와 매우 유사.
2곡은 매우 유사하기 때문에 두 곡의 비디오를 비교하고 온라인으로 공개하고있는 사람도 있다.
2016년 7월 4일 TFBOYS가 "미래의 진격 "을 발표,이 곡은 미모리 스즈코와 난죠 요시노의"Storm in Lover"와 비슷.2곡의 비교 동영상도 인터넷에 있는.